# Stachelspitzige Glanzleuchteralge
Die Stachelspitzige Glanzleuchteralge (Nitella mucronata) ist ein monözischer Vertreter der Armleuchteralgen (Characeae).

## Vorkommen
Die Stachelspitzige Glanzleuchteralge wächst bevorzugt in einer Tiefe von 1 bis 2 m von meso- bis eutrophen Seen, deren Boden einen vergleichsweise hohen Gehalt an organischer Substanz aufweist. Solche Stehgewässer befinden sich meist innerhalb von bewaldeten Gebieten, wo die Laubstreu in das Wasser geweht wird. Sie ist jedoch auch in kleineren Tümpeln von Flachmooren zu finden sowie seltener in Fließgewässern. Anders als andere Armleuchteralgen bevorzugt etwas höhere pH-Werte von 6,8 bis 7,3.

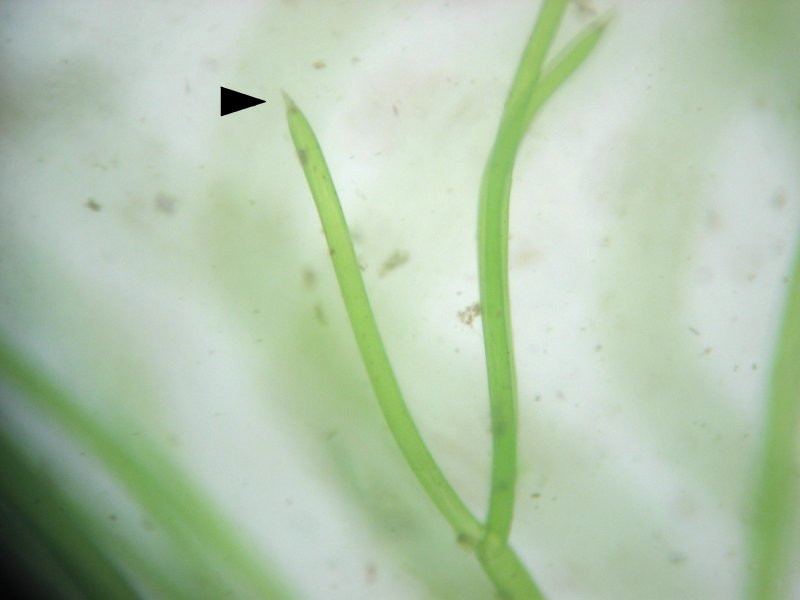
Stachelige Spitze des Astes

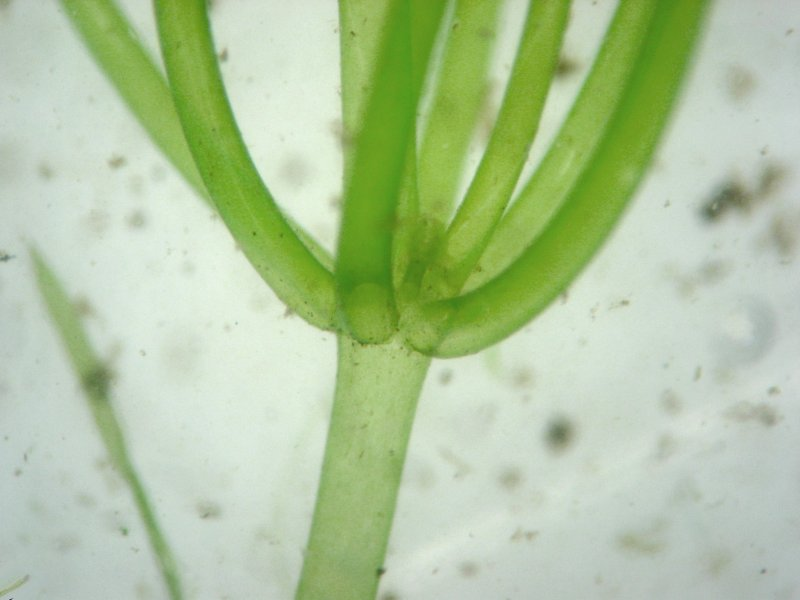
Typischer Quirl

Die Stachelspitzige Glanzleuchteralge kommt nur in Europa und Teilen Nord-Afrikas und Vorderasiens vor. Ihre nördlichste Verbreitungsgrenze erreicht sie in Norwegen, ihre südlichste in Marokko und Algerien und ihre östlichste in der Türkei. In einigen Teilen Europas ist sie in Stehgewässern relativ weit verbreitet. In einigen Gebirgsregionen und im Französischen Zentralmassiv fehlt sie jedoch. Derzeit gehen ihre Bestände in Deutschland leicht zurück.

## Erkennungsmerkmale
Die Stachelspitzige Glanzleuchteralge wird nur bis 30 cm groß, ist dafür jedoch stark verzweigt. Sie erscheint glänzend und ist dunkel bis schwärzlich grün gefärbt. Nur ihre jungen Triebe erscheinen frischgrün. Sie besitzt, wie andere Arten der Gattung Nitella, keine Rinde, Stipularen oder Stacheln.
Ihr Spross erreicht einen Durchmesser von bis zu 1,2 mm und bildet Internodien aus, fast so lang wie die Äste werden. Die Äste sind mehrfach geteilt und neigen häufig weit auseinander. Sie stehen zu sechst im Quirl, sind bis 6 cm lang und oft ein- oder zweimal in 3 oder 4 Strahlen geteilt, wobei die obersten Äste trichterartig angeordnet sind. Jeder Ast weist an der Spitze ein zweizelliges, kurzes Endglied auf, dessen Endzelle zu einer schmalen Stachelspitze ausgebildet ist. In jedem Quirl befindet sich stets ein kurzer und ein langer Seitenspross.
Die Gametangien bildet die Stachelspitzige Glanzleuchteralge von Sommer bis Herbst aus. Sie befinden sich sowohl auf den ersten, wie auch auf den zweiten Verzweigungsstellen der Äste. Das Oogon wird etwa 0,5 mm lang und 0,35 mm breit und besitzt 7 bis 9 Windungen. Die Hüllzellen an der Spitze der Oogonien sind oft zu einem schnabelartigen Fortsatz verlängert. Die gelbbraun oder dunkelbraun gefärbte Oospore wird etwa 0,5 mm lang und 0,25 mm breit und weist 6 bis 8 deutliche Rippen auf. Das kugelrunde Antheridium wird im Durchmesser etwa 0,26 mm und ist sehr unscheinbar.